# سماد الديدان

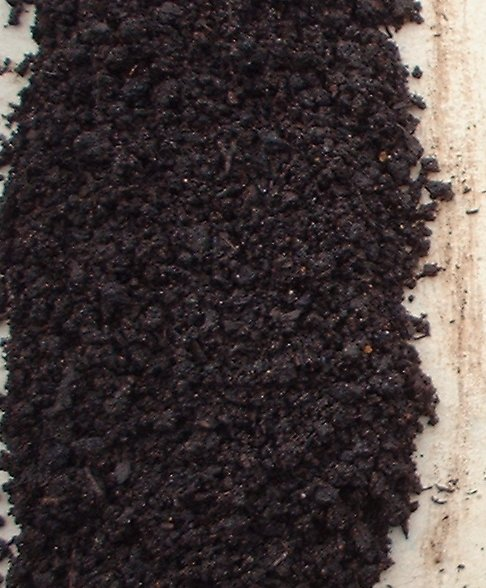
سماد ديدان مغربل بشكل مدور،مكون من براز الديدان

سماد الديدان هو منتج أو عملية إنتاج السماد العضوي باستخدام ديدان متنوعة، عادة الدودة الحمراء،الدودة البيضاء، وديدان الأرض الأخرى  وذلك لجعل مركب غير متجانس متحلل من مخلفات الخضار أو الطعام، مواد فرشة الحيوانات، براز الديدان والذي هو الناتج النهائي لعملية تحطيم المواد العضوية باستخدام دودة الأرض.أظهرت هذه الفضلات لدودة الأرض أنها أقل نسبة من الملوثات ومشبعة بالنتروجين أكثر من المواد العضوية قبل عملية التحلل باستخدام الديدان.
بوجود مغذيات قابلة للذوبان بالماء، فإن سماد الديدان يعتبر سماد عضوي ممتاز وغنيّ بالنتروجين، ومحسن للتربة.

## أنواع الديدان
أحد أكثر الأنواع الديدان الأرضية استخداماً للسماد هو الدودة الهزهزة(Eisenia fetida أو Eisenia andrei)،يمكن استخدام سلالة أخرى من الديدان تدعى Lumbricus rubellus (تعرف باسم الدودة الحمراء في الصين)،يمكن أيضاً استخدام الدودة الزرقاء(Perionyx excavatus) الموجود في المناطق الاستوائية.
هذه الأنواع توجد بكثرة في الترب الغنية بالمواد العضوية في أوروبا وأمريكا الشمالية وتعيش في الغطاء النباتي المتعفن، السماد العضوي، كومات السماد البلدي.ويمكن أن تصبح من الأنواع المجتاحة في بعض المناطق.
ديدان السماد متوفرة للبيع على الويب، الطلب عبر البريد من المشتل الزراعي أو متاجر الصيد بالصنارة حيث يبيعونها كطعم.

## المستوى الكبير
ينتج سماد الديدان بمستوى كبير في كندا، إيطاليا، اليابان، ماليزيا، الفلبين، والولايات المتحدة الأمريكية. يستخدم سماد الديدان في الزراعة، تحسين المناظر الطبيعية، صنع مستخلص السماد، أو للبيع.بعض هؤلاء المزودين يبيع الديدان كطعم أو لصنع سماد الديدان المنزلي.